# Sungai Panas
Sungai Panas is een bestuurslaag in het regentschap Batam van de provincie Riau-archipel, Indonesië. Sungai Panas telt 25.873 inwoners (volkstelling 2010).